# Sigowskaja
Sigowskaja (ros. Сиговская) – wieś w Rosji, w rejonie wożegodskim obwodu wołogodzkiego. W 2010 r. liczyła 36 mieszkańców.